# Försvarsgillenas förbund
Försvarsgillenas förbund (finska: Maanpuolustuskiltojen liitto) är en 1963 grundad finländsk centralorganisation vilken 2010 bestod av 100 försvarsgillen med ett sammanlagt medlemsantal på omkring 22 500 personer. 
Försvarsgillerörelsen fick sin början i Finland 1957. Försvarsgillena är civila organ (föreningar) verksamma i anslutning till olika truppförband, med uppgift att stärka försvarsandan genom att samla personer som tjänstgjort vid respektive förband, omhulda förbandens traditioner etc. Var och en som vill befrämja försvarsgillens verksamhet kan bli medlem i ett försvarsgille. Gillena ger även frivillig försvarsutbildning. Försvarsgillenas förbund är medlemsorganisation i Försvarsfrämjandet. En särskild gillesförtjänstmedalj instiftades 1981.